# بیلی بین (بازیکن فوتبال)
بیلی بین (انگلیسی: Billy Bean; ۲۵ اوت ۱۹۱۵ – ۲۵ نوامبر ۱۹۹۳) بازیکن فوتبال اهل بریتانیا بود.
از باشگاه‌هایی که در آن بازی کرده‌است می‌توان به باشگاه فوتبال لینکولن سیتی اشاره کرد.